# Ardia
L'Ardia di San Costantino è una manifestazione tradizionale secolare che si tiene a Sedilo, paesino dell'oristanese in Sardegna, il 6 e 7 luglio di ogni anno.
Il vocabolo "ardia" deriva dal verbo bardiare che significa "proteggere, fare la guardia".

## Origine della manifestazione
L'Ardia consiste in una processione a cavallo che si svolge lungo tutto il percorso che porta al santuario nonché attorno alla chiesa dedicata all'imperatore romano Costantino (localmente chiamato Santu Antinu), che nel 312 sconfisse Massenzio, usurpatore a Roma, nella battaglia di Ponte Milvio. 
Benché manifestazioni che rientrano nel profilo dell'Ardia si tengano anche in molti altri centri dell'Isola, in occasione di diverse festività religiose (per esempio a Noragugume si corre l’Ardia in onore della Beata Vergine d'Itria, a Sindia per i santi Giorgio, Raffaele e Isidoro, a Giave in onore di San Sebastiano Martire, a Dualchi per i santi Pietro e Paolo, a Cossoine per San Sebastiano e a Pozzomaggiore sempre in onore di San Costantino, San Pietro e San Giorgio), la più strutturata e consolidata rimane l’Ardia di Sedilo.
Fino ai primi decenni del 1900 si correva l'Ardia anche nel borgo medievale di Siete Fuentes presso Santu Lussurgiu, in occasione dei festeggiamenti in onore di San Leonardo.
Uno scritto anonimo, databile intorno al 1860, dal titolo "Di alcuni giochi equestri/in feste popolari/della Sardegna/e specialmente della Sartilla di Oristano" - custodito presso la Biblioteca Universitaria di Cagliari con annotazioni autografe del canonico Giovanni Spano - riporta testualmente "... Altre due magnifiche feste sono quelle di San Leonardo a Santu Lussurgiu, e di San Costantino a Sedilo, nelle quali si fanno giochi equestri, cui danno il nome di Ardie, e che riescono di sorprendente effetto a vedersi ...".

## La figura di Costantino

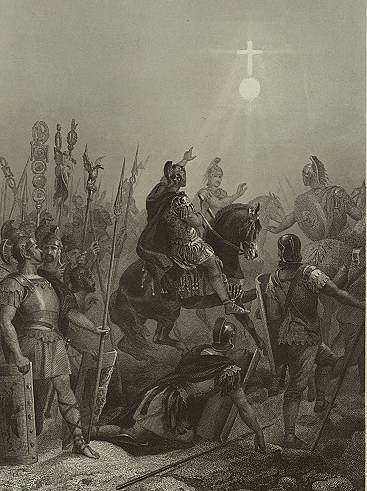
La visione di Costantino

Si narra che, prima dello scontro decisivo contro le truppe di Massenzio, al giovane imperatore apparvero due visioni: una croce con intorno la scritta In hoc signo vinces ("con questo segno vincerai") e, in seguito, Cristo stesso che gli ordinava di apporre tale segno sul labaro (il vessillo militare composto da un drappo quadrato color porpora attaccato a una lancia) sostituendo così l'immagine dell'aquila imperiale.
Nel 313, Costantino promulgò l'Editto di Milano che accordò la libertà di culto ai cittadini dell'impero romano e pose fine alle persecuzioni contro i cristiani.
L'imperatore, con la sua politica liberale, contribuì in maniera notevole alla diffusione della religione cristiana che contava già un nutrito numero di proseliti e dopo la sua morte si diffuse un culto popolare nei suoi confronti.

## La corsa
Il rituale, tendenzialmente identico, ha inizio nel momento in cui i tre capicorsa, radunatisi insieme agli altri cavalieri innanzi alla casa parrocchiale, ricevono dal sacerdote gli stendardi benedetti (sas Pandelas): il primo di colore giallo oro, il secondo rosso, il terzo bianco.
Il parroco stesso, alcuni mesi prima, designa, desumendolo da un registro conservato in parrocchia secondo un ordine cronologico d'iscrizione, il nome del capocorsa (prima pandela), al quale spetta il compito di guidare l'Ardia.
Egli viene affiancato in questo incarico da altri due cavalieri da lui scelti (sa segunda e sa terza pandela). A questi ultimi ed alle tre scorte (sas Iscortas) è affidato il compito di impedire che il capocorsa venga raggiunto e superato dai restanti cavalieri, simboleggianti l'esercito di Massenzio, ossia la paganità. I tre cavalieri utilizzano o possono utilizzare, come strumento in difesa di Costantino, gli acuminati stendardi evitando di usarli "di punta" mentre le scorte dispongono ognuno di un bastone (delle dimensioni del manico di un piccone) rivestiti di un tessuto rosso porpora.
Il superamento de sa prima pandela rappresenterebbe la vittoria del paganesimo sul cristianesimo, oltre che un terribile affronto per gli alfieri.
Al termine della consegna degli stendardi, i cavalieri, guidati dal parroco e dal sindaco ed accompagnati da una banda musicale e dai fucilieri, che costituiscono un rumoroso ed efficiente servizio d'ordine e annunciano l'arrivo del corteo, attraversando le vie principali del paese si dirigono verso il santuario, situato nelle campagne del paese, a breve distanza dal centro abitato.
Giunti a su Frontigheddu, un poggio sovrastante la strada che conduce all'arco d'ingresso del santuario, i partecipanti ricevono un'ennesima benedizione dal parroco.
Mentre le tre scorte faticano a tenere ad una certa distanza dalle tre Pandelas i potenziali inseguitori (in genere in numero da 60 a 90) sa prima controlla la situazione e, dal momento in cui la triade delle autorità a cavallo devia dal percorso principale, è libera di spronare la cavalcatura e partire verso la chiesa attraverso l'arco seguita dai due compagni e dal resto dei cavalieri, non possono più essere trattenuti dai legni delle scorte.
Con un percorso dapprima sassoso e in ripida discesa, poi costretto nell'arco di San Costantino, un tempo più stretto e lungo, più obliquo e attraversato da una soglia rilevata (tutti impedimenti rimossi nel fondamentale rifacimento novecentesco dell'ing. Giovanni Costantino Depalmas) la polverosa colonna raggiunge al galoppo il santuario; poi, lentamente, vi compie intorno un numero imprecisato di giri in senso orario che, generalmente, varia da cinque a sette ma può arrivare anche a nove o undici.
I cavalieri, come sempre al volere della prima bandiera, si precipitano indi verso sa Muredda, un muretto circolare al centro del quale si trova una croce, effettuando anche qui un certo numero di giri in senso orario e poi antiorario; l'inversione, alquanto spettacolare e imposta dalle scorte ai recalcitranti inseguitori, serve a riprendere il verso adatto per affrontare l'ultima salita di galoppo, verso la chiesa, ove la parte più spettacolare dell'Ardia si conclude.

## Dopo la corsa
Dopo la celebrazione della Messa, l'intero corteo dei cavalieri, passando per un secondo arco del muro di cinta del santuario, come ultimo atto dell'Ardia, si ricompone a su Frontigheddu per poi dirigersi verso il paese e raggiungere la casa del parroco, dove ha luogo la riconsegna degli stendardi. L'uscita dall'arco avviene in genere per coppie o piccoli gruppi di cavalieri che si sfidano in crepuscolari gare di velocità, particolarmente apprezzate dal pubblico dei fedeli, fino alla ripida salita de su Frontigheddu.
Tutta la cerimonia si ripete la mattina seguente, in genere in una atmosfera più intima e raccolta.
Il giorno dell'ottava, infine, si svolge, con lo stesso rituale dell'Ardia a cavallo, l'Ardia a piedi, alla quale partecipano un gran numero di giovani e i cui capicorsa e scorte sono scelti con le stesse procedure di cui sopra.